# روزن‌رانی پیچشی
روزن‌رانی پیچشی یا اکستروژن پیچشی (به انگلیسی: Twist Extrusion) یکی از فرایندهای تغییرشکل مومسان شدید (به انگلیسی: Severe Plastic Deformation (SPD)) جهت تولید نمونه‌های حجیم با سطح مقطع چهارگوش است. این فرایند با اعمال کرنش‌های شدید به نمونه در نتیجه اصلاح دانه (به انگلیسی: Grain refinement) توانایی تولید نمونه‌های فوق ریزدانه (به انگلیسی: Ultrafine grained) و نانوساختار (به انگلیسی: Nanostructure) را دارد. این فرایند اولین بار توسط بیگلزیمیر و همکاران در سال ۲۰۰۲ معرفی شد.

## صفحات برشی
همان‌طور که در شکل دیده می‌شود در این فرایند چهار صفحه تغییرشکل (به انگلیسی: deformation plane) متفاوت وجود دارد. قسمت‌های ورودی و خروجی قسمت پیچشی مناطق برشی ۱ و ۲ را تشکیل میدهند که مودهای تغییرشکلی آن‌ها برش ساده در صفحات عرضی همانند فرایند پیچش فشار بالا (به انگلیسی: High Pressure Torsion) و پرس زاویه‌ای کانال برابر (به انگلیسی: Equal Channel Angular Pressing) است.

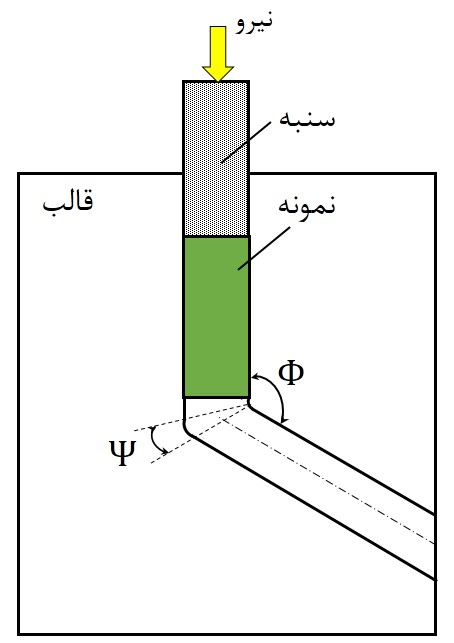
ساختمان قالب فرایند پرس زاویه‌ای کانال برابر

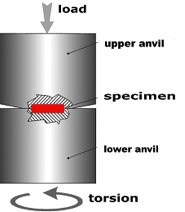
ساختمان فرایند پیچش فشار بالا

منطقه تغییرشکل ۳ شامل ناحیه پیچشی به‌جز ۱–۲ میلی‌متر بیرونی آن است و مود تغییرشکل در آن برش ساده در صفحه چرخشی طولی می‌باشد. منطقه تغییرشکل ۴ هم شامل ۱–۲ میلی‌متر بیرونی ناحیه پیچشی را تشکیل می‌دهد که متحمل کرنش بسیار زیادی می‌شود. به دلیل تفاوت بسیار زیاد کرنش اعمالی در نواحی ۳ و ۴ خواص نهایی ماده دارای ناهمسانگردی بسیار زیادی خواهد بود. با این حال راهکارهای متفاوتی توسط محققان جهت از بین بردن این ناهمسانگردی اندیشیده شده مانند استفاده از قالبی که نمونه بعد از هر پاس ۹۰ درجه بچرخد یا اعمال پاس‌های بیشتر به نمونه.
با اعمال پاس‌های بیشتر به نمونه قسمت‌هایی از نمونه که کرنش پلاستیک بیشتری متحمل شدند در پاس‌های بیشتر افت نرخ اصلاح دانه کمتری خواهند داشت در حالی که قسمت‌هایی که متحمل کرنش پلاستیک کمتری شدند افت نرخ اصلاح دانه‌شان کمتر خواهد بود و بنابراین در نهایت ناهسانگردی و غیریکنواختی کمتری ایجاد خواهد شد.

ساختار قالب فرایند روزن‌رانی پیچشی و صفحات برشی

## نحوهٔ انجام فرایند
شکل بالا ساختار قالب فرایند روزن‌رانی پیچشی را نشان می‌دهد. جهت شروع فرایند ابتدا نمونه درون کانال ورودی قالب قرار می‌گیرد و سپس با پایین آمدن سنبه نمونه به درون قالب فشار داده می‌شود. از آنجا که یکی از ویژگی‌های فرایندهای تغییرشکل مومسان شدید ثابت ماندن ابعاد نمونه بعد از انجام فرایند است در این فرایند نیز جهت برگرداندن ابعد نمونه به حالت اولیه آن از یک فشار برگشتی استفاده می‌شود. مسئله بسیار مهمی که باید ذکر شود این است که در صورت استفاده نکردن از فشار برگشتی یا استفاده از فشار برگشتی کم گوشه‌های قالب پر نشده و انجام پاس‌های بیشتر گاهی امکان‌پذیر نمی‌شود. از سوی دیگر استفاده از فشار برگشتی زیاد موجب افزایش نیروی شکل‌دهی و در نتیجه کاهش طول نمونه قابل پردازش می‌شود. جهت انجام پاس‌های بیشتر نمونه باید از قالب بیرون آورده شود و دوباره در کانال ورودی قرار داده شود و بقیه کارها مانند آنچه گفته شد انجام شود. معادله زیر مقدار کرنش پلاستیک اعمالی در یک پاس فرایند روزن‌رانی پیچشی را نشان می‌دهد:
{\displaystyle \epsilon (r)=(2/{\sqrt {3}})\times (r\times (\tan \beta )/R)}
که در آن r فاصله از مرکز قالب، R حداکثر فاصله از مرکز قالب و β زاویه بین خط پیچش و محور روزن‌رانی می‌باشد.

## انواع قالب‌های روزن‌رانی پیچشی
قالب فرایند روزن‌رانی پیچشی می‌تواند به دو صورت ساعتگرد و پادساعتگرد باشد که علامت برش در صفحات برشی در این دو نوع قالب مخالف یکدیگر است. استفاده از این دو نوع قالب می‌تواند دو مسیر کلی را ایجاد کند:
مسیر ۱: کلا فرایند به‌صورت ساعتگرد یا کلا به‌صورت پادساعتگرد انجام شود.
مسیر ۲: فرایند به صورتی یکی درمیان به‌صورت ساعتگرد و پادساعتگرد انجام شود.

## مشکلات فرایند روزن‌رانی پیچشی
اولین و بزرگ‌ترین محدودیت این فرایند که در سایر فرایندهای تغییر شکل مومسان شدید نیز دیده می‌شود نسبت طول به قطر نمونه قابل پردازش است. این مسئله ناشی از افزایش نیروی شکل‌دهی در نتیجه افزایش طول نمونه که موجب افزایش احتمال تسلیم و کمانش سنبه می‌شود، است. تلاش‌های زیادی در راستای رفع این مشکل انجام شده‌است که از جملهٔ آن‌ها می‌توان به استفاده از قالب‌های متحرک به‌جای قالب‌های ثابت به‌عنوان فرایند روزن‌رانی پیچشی صفحه‌ای و بکارگیری سیال در این فرایند و کم کردن منطقه تماسی فلزی به‌عنوان فرایند روزن‌رانی پیچشی هیدرواستاتیکی اشاره کرد.
دیگر مشکل موجود در فرایند روزن‌رانی پیچشی که به آن اشاره شد وجود گرادیان کرنشی شدید در نمونه است که موجب تولید نمونه‌هایی با خواص نهایی غیریکنواخت می‌شود؛ که در نتیجه آن کرنش برشی بیشتری در سطح نمونه اعمال می‌شود. راهکارهای این مشکل در قسمت‌های قبل ذکر شد.